# Горована гімалайська
Горована гімалайська (Hypsipetes leucocephalus) — вид горобцеподібних птахів родини бюльбюлевих (Pycnonotidae). Мешкає в Гімалаях, Південній і Південно-Східній Азії. Виділяють низку підвидів.

## Опис

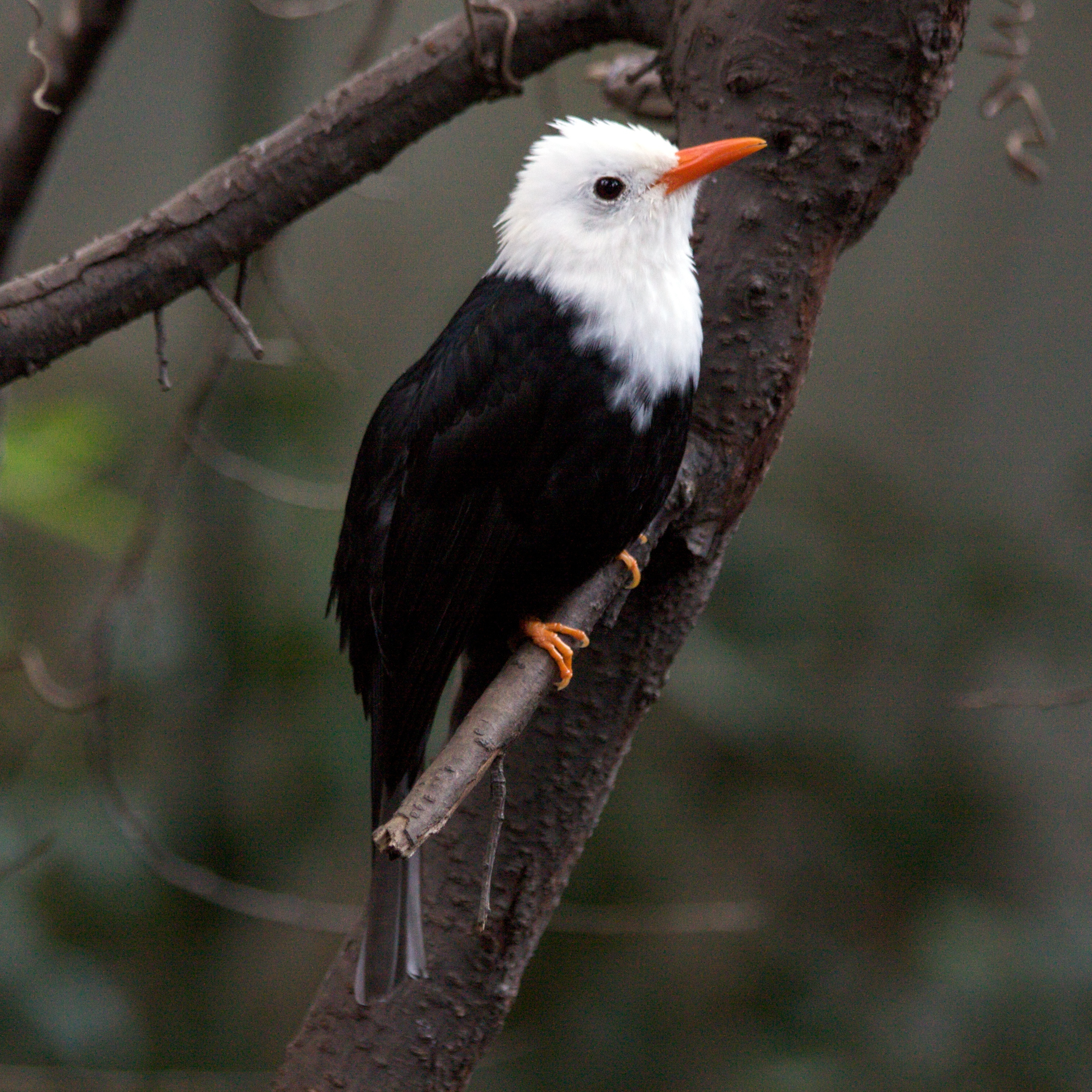
Білоголова морфа гімалайської горовани (Празький зоопарк)

Довжина птаха становить 24—25 см. Хвіст довгий, виїмчастий. Забарвлення варіюється від темно-сірого до повністю чорного, блискучого, в залежності від підвиду. Трапляються також морфи з білими головами, що зафіксовано у видовій назві птаха (дав.-гр. λευκος — білий, κεφαλη — голова). Дзьоб і лапи оранжево-червоні, на голові невеликий пухнастий чуб. Через очі проходять чорні смуги. У молодих птахів чуб відсутній, нижня частина тіла білувата з сірим «комірцем», верхня частина тіка коричнева. Хоча на людське око самці і самиці гімалайської горовани виглядають однаково, існує значна різниця в тому, як їх оперення відбиває ультрафіолетові промені. Таким чином, гімалайські горовани легко відрізняють самців свого виду від самиць.

## Підвиди
Виділяють десять підвидів:
- H. l. psaroides Vigors, 1831 — від північно-східного Афганістану і північного Пакистану через Гімалаї до північно-західної М'янми[12];
- H. l. nigrescens Baker, ECS, 1917 — північно-східна Індія і західна М'янма;
- H. l. concolor Blyth, 1849 — східна М'янма, південний Юньнань, Індокитай;
- H. l. ambiens (Mayr, 1942) — північно-східна М'янма, західний Юньнань;
- H. l. sinensis (La Touche, 1922) — північний Юньнань;
- H. l. stresemanni (Mayr, 1942) — центральний Юньнань;
- H. l. leucothorax (Mayr, 1942) — центральний Китай;
- H. l. leucocephalus (Gmelin, JF, 1789) — південно-східний Китай;
- H. l. nigerrimus Gould, 1863 — Тайвань;
- H. l. perniger Swinhoe, 1870 — Хайнань.

Індійська горована раніше вважалася конспецифічною з гімалайською горованаю.

## Поширення і екологія
Гімалайські горовани мешкають у Гімалаях, Китаї та Індокитаї. Вони живуть у сухих і вологих гірських і рівнинних тропічних лісах і чагарникових заростях. Зустрічаються на висоті до 2100 м над рівнем моря. Гімалайські популяції взимку мігрують у долини.

## Поведінка
Гімалайські горовани живляться переважно комахами, яких ловлять у польоті, а також дрібними плодами і нектаром. Гніздо чашоподібної форми, робиться з трави, сухого листя, моху, лишайників і павутиння, розміщується на дереві. У кладці 2—3 яйця.